# Don't Miss the Train
Don't Miss the Train is het tweede studioalbum van de Amerikaanse melodieuze punkband No Use for a Name. Het werd oorspronkelijk uitgegeven op 23 oktober 1992 door New Red Archives, en werd heruitgegeven op 23 oktober 2001 door Fat Wreck Chords. 

## Nummers
1. "Born Addicted" - 2:40
2. "Thorn in My Side" - 2:18
3. "Looney Toon" - 1:50
4. "TollBridge" - 2:39
5. "Hole" - 1:56
6. "Another Step" - 2:18
7. "Don't Miss the Train" - 2:55
8. "Watching" - 3:04
9. "Punk Points" - 1:56
10. "Tan in a Can" - 2:00
11. "Death Doesn't Care" - 3:21
12. "Get Out of This Town" - 1:55

## Band
- Tony Sly - zang, gitaar
- Chris Dodge - gitaar
- Steve Papoutsis - basgitaar
- Rory Koff - drums